# Tantilla lempira
Tantilla lempira este o specie de șerpi din genul Tantilla, familia Colubridae, descrisă de William M. Wilson și Mena 1980. Conform Catalogue of Life specia Tantilla lempira nu are subspecii cunoscute.